# Urophyllum leucophlaeum
Urophyllum leucophlaeum är en måreväxtart som beskrevs av Henry Nicholas Ridley. Urophyllum leucophlaeum ingår i släktet Urophyllum och familjen måreväxter. Inga underarter finns listade i Catalogue of Life.